# Daniel Morden
Daniel Morden (* 30. Juli 1964 in Cwmbran) ist ein walisischer Storyteller und Autor.
Morden studierte englische Literatur und Drama an der University of London. Seit 1990 tritt er weltweit als professioneller Storyteller mit traditionellen walisischen Erzählungen auf. Er trägt seine Kindergeschichten, Sagen und Geistergeschichten in Schulen, Bibliotheken, Museen und Theatern, bei BBC Radio Wales und BBC Choice TV vor. 2003 veröffentlichte er Weird Tales from the Storyteller, sein erstes von sechs Kinderbüchern. Mit Dark Tales from the Woods gewann er 2007 und mit Tree of Leaf and Flame 2013 den Preis Tir na n-Og des Welsh Book Council. Seit 2006 entstanden in Zusammenarbeit mit Hugh Lupton mehrere Bände mit Nacherzählungen griechischer Sagen.

## Werke
- Weird Tales from the Storyteller (2003)
- So Hungry (2004)
- Dark Tales from the Woods (2005)
- The Other Eye (2006)
- Tuck Your Vest In (2008)
- Fearless (2009)
- Tree of Leaf and Flame (2012)
- The Adventures of Odysseus (2006)
- The Adventures of Achilles (2012)
- Theseus and the Minotaur (2013)
- Orpheus and Eurydice (2013)
- Demeter and Persephone (2013)